# Agustina de Aragón
Pour plus de détails, voir Fiche technique et Distribution.
Agustina de Aragón est un film espagnol réalisé par Juan de Orduña, sorti en 1950.
Il reprend le personnage héroïque de la guerre d'indépendance espagnole, Agustina d'Aragon.

## Fiche technique
- Titre français : Agustina de Aragón
- Réalisation : Juan de Orduña
- Scénario : Juan de Orduña, Vicente Escrivá, Ángel Fernández Marrero et Clemente Pamplona
- Musique : Juan Quintero Muñoz (en)
- Directeur de la photographie : Theodore J. Pahle
- Pays d'origine :  Espagne
- Format : Noir et blanc - 1,37:1 - Mono
- Genre : Drame, Film historique
- Durée : 127 minutes
- Date de sortie : 1950

## Distribution
- Aurora Bautista : Agustina d'Aragon
- María Asquerino : Carmen
- Félix Fernández : Rosario García Ortega
- Fernando Rey : General Palafox
- Fernando Sancho : Escudella
- Pilar Muñoz